# Pleurophora pungens
Pleurophora pungens är en fackelblomsväxtart som beskrevs av David Don. Pleurophora pungens ingår i släktet Pleurophora och familjen fackelblomsväxter. Inga underarter finns listade i Catalogue of Life.